# Nikos Tsiantakīs
Nikolaos Tsiantakīs, detto Nikos (in greco: Νικόλαος "Νίκος" Τσιαντάκης; Peristeri, 20 ottobre 1963), è un ex calciatore greco, di ruolo centrocampista, noto per aver vestito la casacca della nazionale greca ai Mondiali del 1994.

## Palmarès

### Club

#### Competizioni nazionali
- Coppa di Grecia: 2

Olympiakos: 1989-1990, 1991-1992
- Supercoppa di Grecia: 1

Olympiakos: 1992